# Idaea helleria
Idaea helleria là một loài bướm đêm trong họ Geometridae.